# Grabado

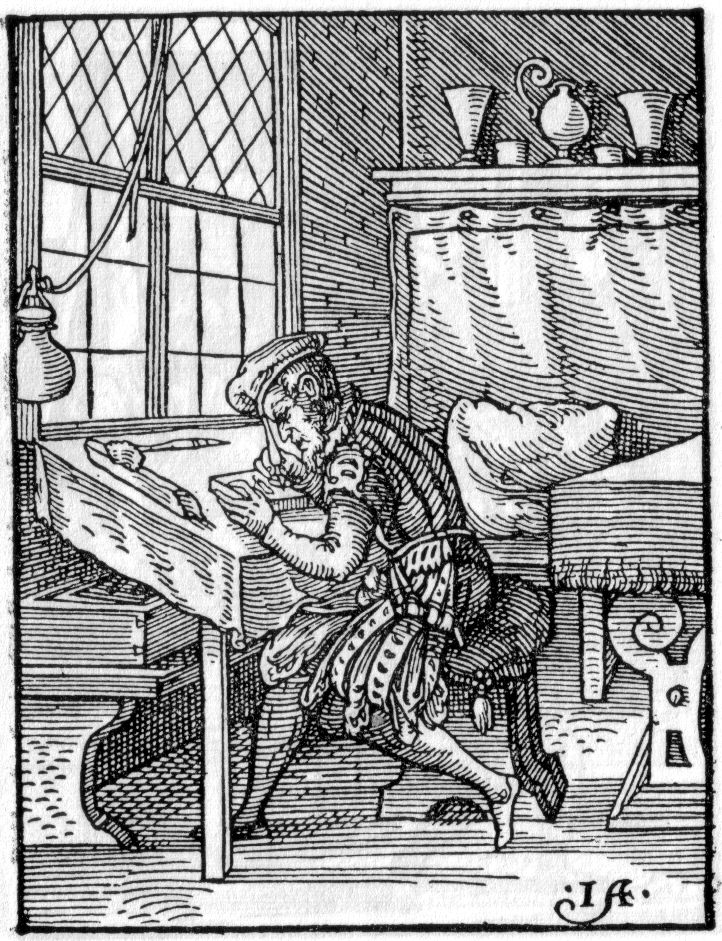
Una xilografía de Jost Amman que muestra un grabador del en su mesa de trabajo.

El grabado es una disciplina artística en la que el artista utiliza diferentes técnicas de impresión, que tienen en común el dibujar una imagen sobre una superficie rígida, llamada matriz, dejando una huella que después alojará tinta y será transferida por presión a otra superficie como papel o tela, lo que permite obtener varias reproducciones de las estampas.
Dependiendo de la técnica utilizada, la matriz puede ser de metal, tradicionalmente cobre o zinc, madera, linóleo o piedra, sobre cuya superficie se dibuja con instrumentos punzantes, cortantes o mediante procesos químicos. Actualmente también se utilizan placas de diferentes materiales sintéticos que se pueden grabar de manera tradicional con punzones o mediante procedimientos fotográficos, digitales o láser.

## Historia

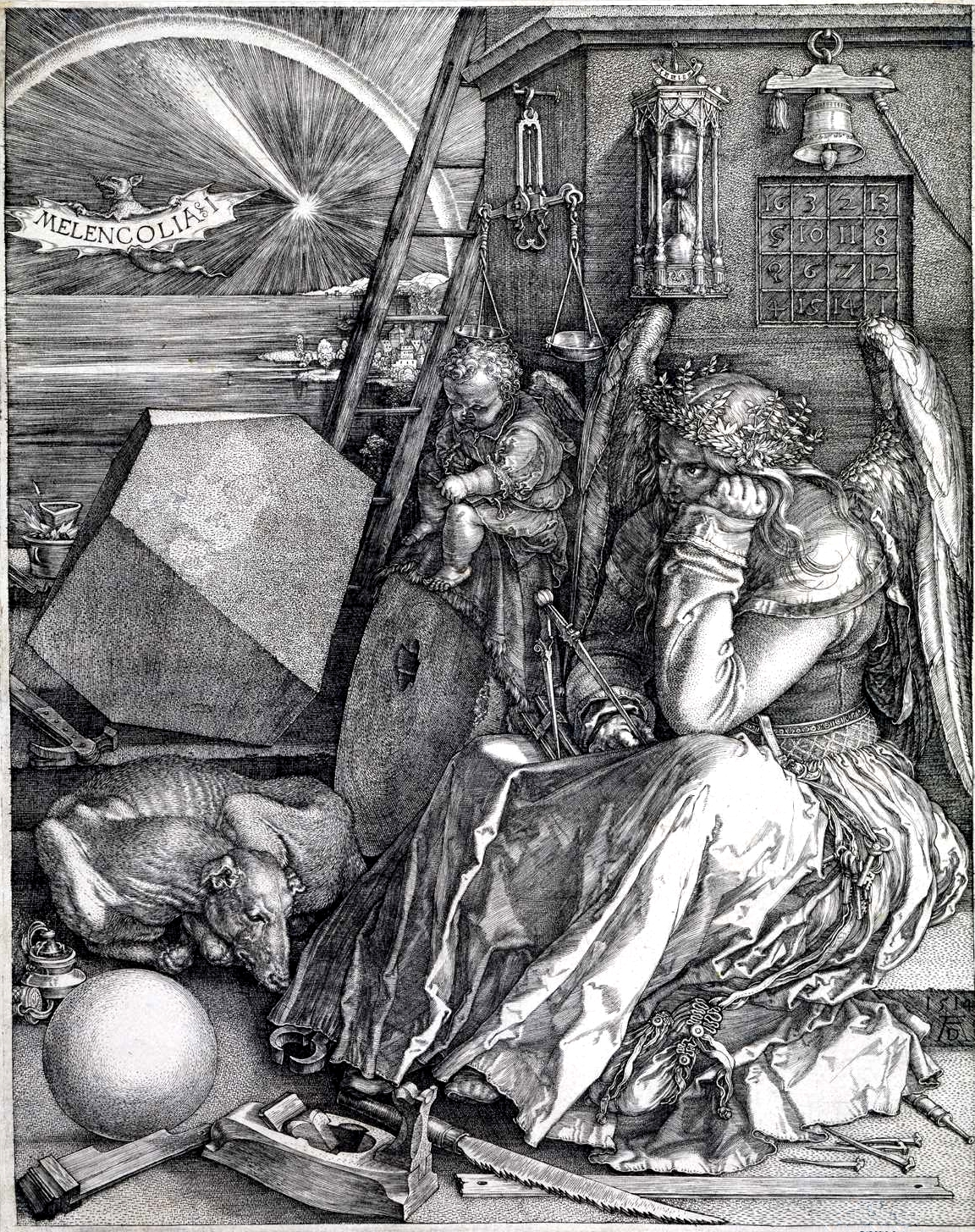
Melancolía I, grabado de Alberto Durero.

La primera civilización en producir originales grabados fueron los sumerios en Mesopotamia, hace 3000 años. Tallaban sus diseños en piedras pulidas con forma cilíndrica que luego hacían rodar sobre arcilla blanda dejando la impresión del diseño original. Posteriormente en China, tras la invención del papel, surgen las primeras impresiones sobre este material realizadas con matriz de piedra.
En Japón el movimiento y el grabado tuvo su auge entre los siglos XVII y XX, entre los que se encuentran imágenes paisajísticas, del teatro y de zonas de alterne, realizados con la técnica del Ukiyo-e.
Los primeros grabados europeos se producen en el siglo VI en el ámbito textil. Las primeras reproducciones en papel se realizaron en España en 1151. A comienzos del siglo XV se realizaron naipes con impresión xilográfica en Alemania y poco tiempo después aparecieron los primeros sellos en Inglaterra. Fue durante el Renacimiento cuando la técnica del grabado se desarrolló con mayor vigor.

## Técnicas
Las técnicas relacionadas con la obtención de múltiples copias de la misma imagen suelen clasificarse según los materiales y medios empleados para la consecución de la imagen. En general, suelen dividirse en tres grandes grupos, según la forma en que el artista trabaja sobre la matriz para preparar el dibujo que se imprimirá posteriormente: en relieve, planográfica y en hueco.

### Grabados en relieve
La imagen se consigue retirando material de la plancha o matriz con distintas herramientas: entre ellas, el buril, con el cual grabaremos la imagen que deseemos ayudándonos de otras herramientas como pintura asfáltica para que el ácido no coma, de modo que la parte que queda en el plano superior se corresponde con el dibujo. Se entintará por tanto la forma en relieve, utilizando un rodillo de goma y en la impresión quedarán en blanco los huecos.

#### Xilografía

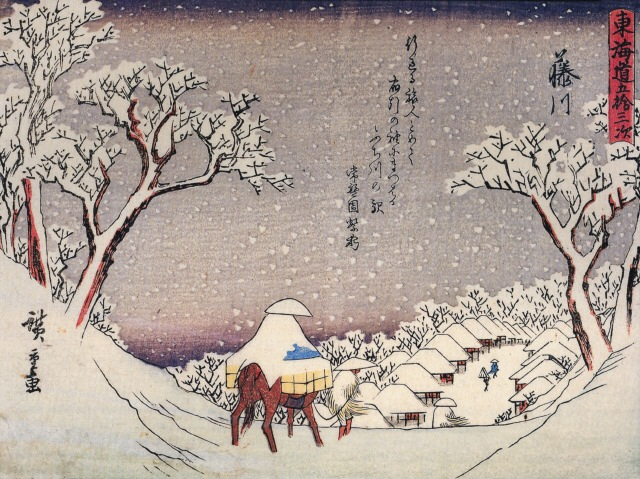
Xilografía de Utagawa Hiroshige.

Es la técnica de grabado más antigua, en la que se emplea como matriz una superficie de madera, generalmente maderas duras como el boj, el peral o el cerezo.
El dibujo sobre la plancha puede hacerse de dos maneras; haciendo los trazos en el sentido de la veta, siguiendo la dirección de las "fibras" que conforman el tallo del árbol, o bien transversalmente, haciendo cortes perpendiculares a la dirección de las fibras que conforman el tallo del árbol. En el primer caso estaremos realizando una xilografía a fibra o al hilo, y en el segundo caso una xilografía a contrafibra o a la testa.
Sobre la matriz de madera se construye la imagen tallándola mediante herramientas con las que se rebaja la superficie de la matriz, obteniéndose huecos que corresponden al color blanco o a la ausencia de color. Suelen utilizarse cuchillos y gubias para el grabado a fibra, mientras que para el grabado a contrafibra se emplea el buril, que permite trabajar sobre superficies más duras y obtener surcos más delgados y precisos. Cuando se ha terminado de tallar la imagen, se entinta la matriz con un rodillo, que deposita la tinta en toda la superficie de la matriz, salvo en los huecos tallados con las gubias (los blancos). La imagen se pasa al papel utilizando una prensa vertical o un tórculo.

#### Linografía
Se trata de una variante moderna de la xilografía, en la que se emplea el linóleo como matriz. 
El procedimiento para obtener la imagen es idéntico al del grabado en madera, incidiendo sobre el linóleo con gubias, de manera que las partes vaciadas quedarán en blanco y las zonas en relieve serán las que reciban la aplicación de la tinta.
Al ser un material blando, el linóleo no presenta las dificultades de la veta de la madera, pero tampoco permite la finura del trazo que se puede lograr en la xilografía a contrafibra.

### Grabado en plano
En esta técnica no se produce ninguna incisión sobre la matriz, la superficie permanece plana y la matriz se puede reutilizar con distintos dibujos.  

#### Litografía

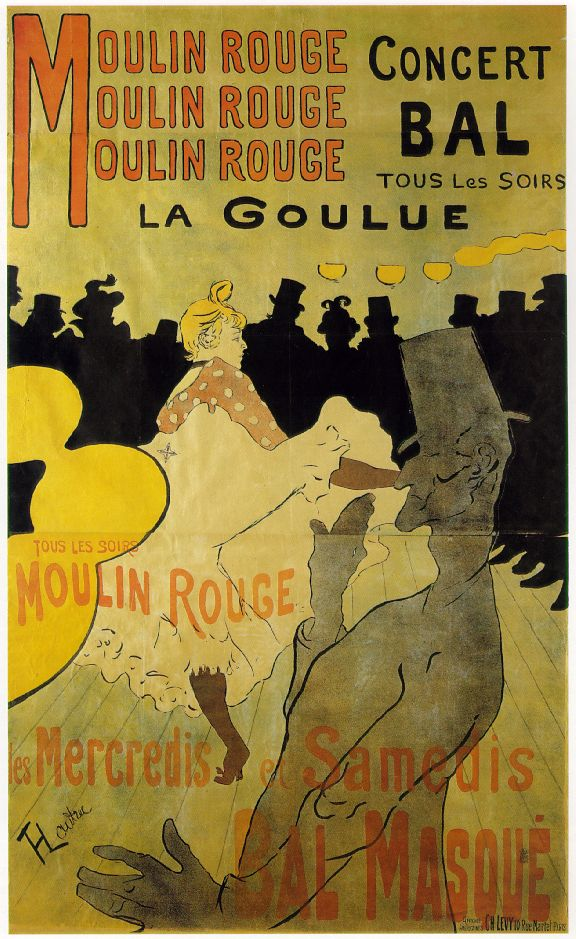
La Goulue, póster litográfico de Toulouse-Lautrec.

Técnica empleada para conseguir la reproducción de una imagen, en la que la matriz es una piedra caliza pulida. En esta técnica no se graba la piedra, sino que se emplea la característica que tiene cierta variedad de caliza para reaccionar químicamente ante la presencia de las grasas. La imagen se realiza sobre la piedra dibujando con un lápiz graso que recibe el nombre de "lápiz litográfico" o con tintas especiales para litografía. Una vez realizado el dibujo se procesa la piedra con una solución de ácido y goma arábiga, consiguiendo que el dibujo quede fijado a la piedra y estable. Se humedece la piedra y la tinta se aplica con rodillo, el rechazo que ejerce la zona dibujada (grasa) sobre el agua, y el rechazo del agua sobre la tinta aplicada (también grasa) hace que la tinta solo se deposite sobre el dibujo. Para obtener las copias se utiliza una prensa litográfica.
Esta técnica fue inventada por Aloys Senefelder en 1798 y mejorada por Engelman en 1837 que le añadió el color a la impresión. Para cada color se ha de emplear una piedra distinta y para la obtención de la lámina coloreada el papel tendrá que pasar por la prensa de imprimir tantas veces como tintas se empleen. Este tipo de impresión fue muy utilizada para la reproducción de pinturas. Posteriormente Toulouse-Lautrec utilizó esta técnica en sus carteles, posteriormente fue objeto de estudio de los fauvistas alemanes y Picasso realizó numerosas planchas con esta técnica.

#### Serigrafía
Es una técnica de grabado de origen chino, que se utilizó en Europa gracias al Pop-Art en los años 50 y actualmente se usa en embalajes, envoltorios y anuncios. No permite degradaciones, sino colores planos.
La técnica consiste en transferir color al papel a través de un diseño impermeable a la tinta, se deposita sobre el papel a través de una paleta de goma. Es la única técnica de grabado que no implica una prensa para ser estampada

#### Monotipia
Se trata de un procedimiento de impresión que permite una sola reproducción, aunque puede considerarse una técnica de grabado porque utiliza como base una plancha con la que, al igual que sucede con la litografía, se trabaja sobre plano. La plancha debe ser una superficie lisa y no absorbente, generalmente porcelana, cobre pulido o cristal. El dibujo se hace con óleo, tinta de impresión o acuarela, y sobre él se coloca el papel, presionando después con la prensa de grabado para obtener una imagen invertida.

### Grabados en hueco
La imagen se consigue arañando una matriz metálica, por medios mecánicos o químicos, de modo que las partes oscuras de la imagen correspondan a las incisiones, donde se depositará la tinta, quedando en blanco las partes del papel que queden en contacto con las zonas no vaciadas, exactamente al contrario de lo que sucede con los grabados en relieve.
Los procedimientos en hueco se clasifican, a su vez, en procedimientos de método directo, si el grabador interviene sobre la plancha realizando incisiones para trazar la imagen, o de método indirecto, si la huella sobre la plancha se logra utilizando productos químicos.

#### Procedimientos de método directo

##### Al buril
Es la técnica en la que se construye el dibujo excavando líneas sobre una matriz de metal ayudándose exclusivamente con el buril, que es una herramienta compuesta de un mango en cuyo extremo se ha sujetado una barra de acero de sección cuadrada, a la que se le ha tallado oblicuamente la punta, de modo que deja una marca en forma de "V". El buril recuerda en su forma a un arado, y el grabador lo utiliza de una manera semejante; haciendo surcos sobre la plancha, de manera que cuanto mayor es la presión que ejerce, más profunda resulta la incisión realizada, lo que provocará que se aloje en ella una mayor cantidad de tinta.
A ambos lados de los surcos se levantan limaduras metálicas, que se aplastan con herramientas específicas llamadas rascador y bruñidor.
El grabado a buril es la técnica artística más difícil para plasmar un dibujo, enlace o letra; está relacionado con la joyería por ser una gran fuente de grabados. Se graba principalmente sobre plata y oro, por ser materiales más blandos, aunque también se puede grabar materiales más duros incluso en el acero.

##### Punta seca
Esta técnica toma su nombre de la herramienta utilizada, un punzón fino y afilado que se emplea arañando una plancha de cobre con mayor o menor presión en función de la intensidad de línea que se desea. La punta de este instrumento puede ser de acero, diamante o rubí, tiene forma de aguja y con ella se trabaja a pulso, como si se tratase de un lápiz, siendo las líneas producidas más finas que las del buril.
Igual que con el procedimiento anterior, a ambos lados de la línea quedan limaduras o rebabas, que pueden quitarse con el rascador; sin embargo, a menudo se dejan, de modo que la impresión aparece ligeramente difuminada, dejando en las estampas un característico velo.
Puesto que la rebaba acaba aplastándose con la prensa, es difícil realizar ediciones largas.

##### Mezzotinta
El nombre viene del italiano "Mezzatinta", y también se llama "grabado a la manera negra". Consiste en conseguir un tono oscuro y uniforme en la totalidad de la plancha, que se va matizando hasta conseguir el blanco, mediante un proceso de bruñido de la superficie. La plancha se prepara utilizando la herramienta llamada berceau (o raedor) y se consiguen los blancos sobre el negro utilizando el "bruñidor". También se puede conseguir el negro utilizando repetidamente la técnica del aguatinta sobre la plancha hasta conseguir un tono negro profundo. Esta última técnica es llamada frecuentemente "Falsa Manera Negra".

#### Procedimientos de método indirecto

##### Aguafuerte

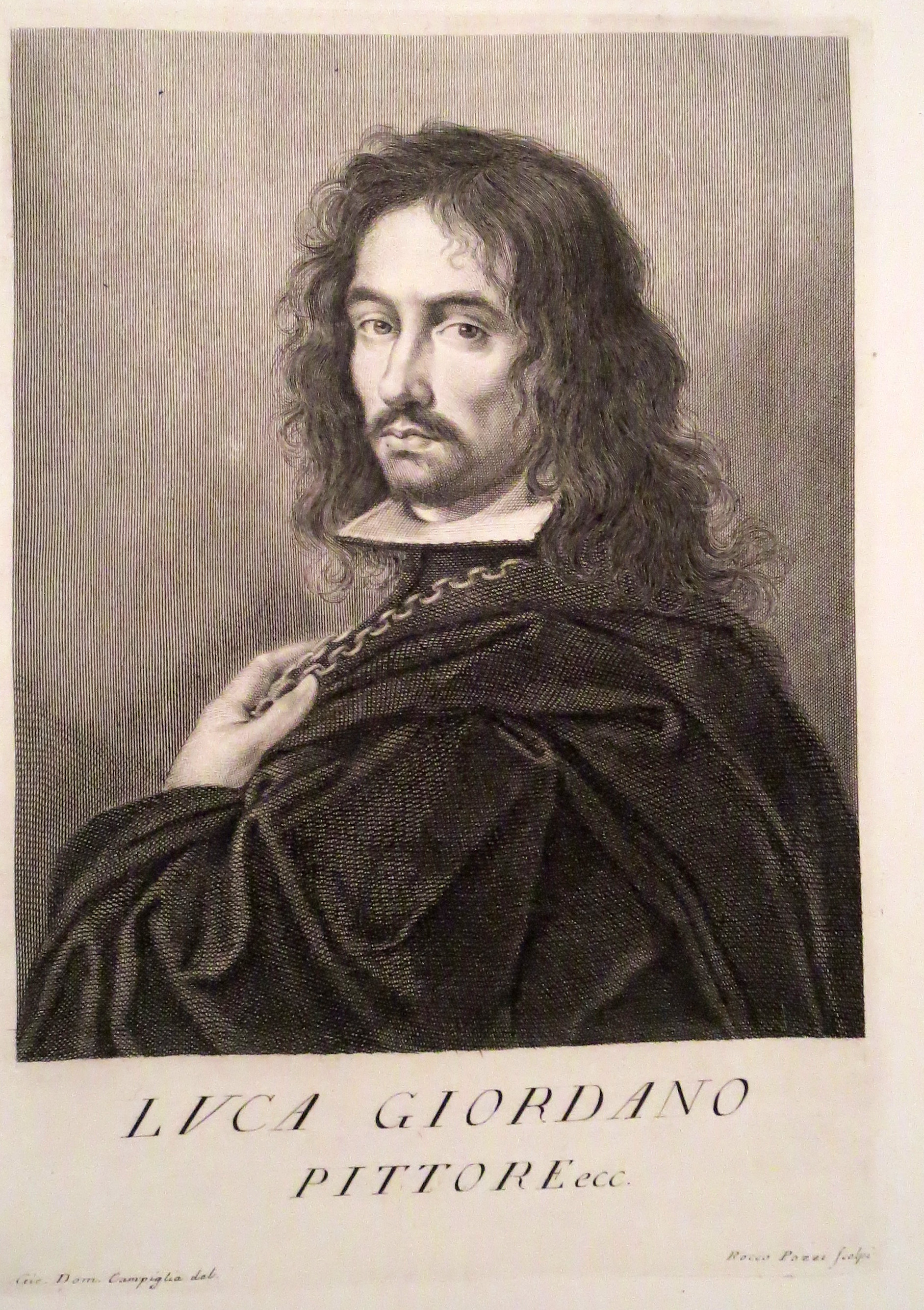
Retrato de Luca Giordano en un aguafuerte del.

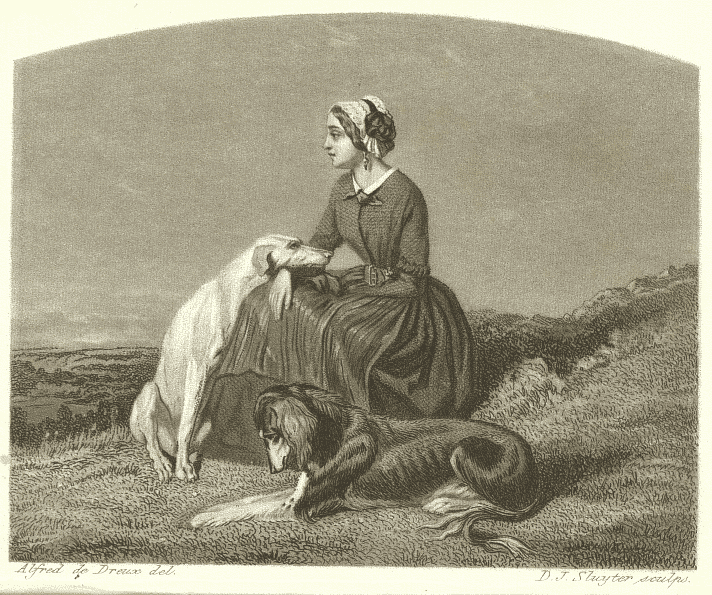
Grabado de 1853.

Es el proceso según el cual la matriz se protege en su totalidad con un barniz compuesto de betún de Judea y cera de abeja que se puede aplicar en estado líquido o sólido, y que se deja secar. Cuando está seco, se levanta con un punzón u otro utensilio capaz de retirar el barniz, siguiendo el dibujo que se quiera realizar, y dejando la superficie de la plancha al descubierto. Una vez levantado el barniz con la forma del dibujo, se introduce la plancha de metal en una solución de agua y ácido nítrico en el caso de una matriz de cinc, que actuará corroyendo la plancha en las zonas donde se ha retirado el barniz y grabando la superficie del metal, que será más profundo cuanto mayor sea el tiempo que actúe el ácido, y la concentración de la solución empleada sea mayor.

##### Aguatinta
Esta técnica es empleada generalmente en combinación con otras y se utiliza para conseguir tonos planos y texturas, el proceso es similar al del aguafuerte. La plancha se protege espolvoreando sobre su superficie polvo muy fino, de resina de colofonia. A continuación se calienta la plancha hasta que el polvo de colofonia se funde y queda adherido a la superficie de la matriz. La plancha así preparada se cubre con barniz duro para proteger las partes que no quieran ser atacadas por el ácido, generalmente lo que se quiere que quede en blanco y posteriormente se introduce en la solución de ácido, que excava alrededor de los granos de resina, este procedimiento se repite las veces y el tiempo que se crea necesario, protegiendo paulatinamente la placa, hasta lograr el objetivo. Al igual que en la técnica del aguafuerte, mayores concentraciones de ácido y mayores tiempos de exposición al mismo, significan que más cantidad de tinta se alojará en el grabado.

##### Otras técnicas indirectas

###### Barniz blando
Esta técnica consiste en emplear un barniz que al secar mantiene una textura pegajosa y que se cubre con un papel muy fino, de los denominados "de seda", sobre el que se dibuja apretando con un lápiz de grafito. Con esto se consigue que el papel de seda se quede especialmente pegado al barniz en las zonas donde se ha dibujado sobre él, de manera que cuando se ha terminado de dibujar, se retira el papel, y pegado a él, el barniz de las zonas donde se ha dibujado, quedando la plancha sin protección. A continuación se introduce la plancha en el ácido, consiguiéndose el grabado sobre la superficie de la plancha. Esta técnica se emplea básicamente para obtener líneas suaves que imitan la textura del lápiz.

###### Tinta china con azúcar
Esta técnica es una variación del aguatinta y constituye un artificio para poder dibujar sobre la plancha utilizando tonos planos. Surge para resolver la dificultad que representaba el tener que dibujar sobre la plancha, preparada para el agua tinta, reservando las zonas donde no se desea que actúe el ácido. Para utilizar esta técnica es preciso preparar la matriz de metal cubriéndola con resina de colofonia. A continuación se prepara una solución de tinta china con azúcar, con la que se realiza el dibujo sobre la plancha, aplicándola con un pincel. Se deja secar la tinta china con azúcar y se cubre la plancha con barniz. Cuando el conjunto está seco, se introduce en agua y se diluye en esta la tinta china y el agua, quedando al descubierto la plancha y la resina en las zonas que habíamos dibujado con la tinta china y el azúcar. Al introducir la plancha en el ácido, este actuará en las zonas donde se había aplicado la tinta china con azúcar y que ahora estarán desprotegidas por el barniz.

#### Esmaltografía
La esmaltografía es una técnica de producción de obras gráficas mediante la aplicación de esmalte de baja temperatura sobre láminas de acero, cobre o zinc, lo que permite lograr diferentes texturas susceptibles de ser aprovechadas para la impresión de estampas.

## Otros procedimientos de impresión
- colografía
- esténcil
- frottage
- impresión planográfica
- serigrafía

## Términos relacionados con las técnicas del grabado
- catálogo razonado
- pruebas de artista
- pruebas de estado
- pruebas de impresor
- pruebas de taller
- reacuñación
- tirada